# Cirurgia cardiovascular
Cirurgia cardiovascular é a especialidade médica que se ocupa do tratamento cirúrgico das doenças que acometem o coração. A primeira cirurgia no coração bem sucedida, foi realizada em 7 de setembro de 1896, pelo Dr. Ludwig Rehn.
Dentre as cirurgias mais realizadas está a revascularização miocárdica onde o cirurgião tenta refazer a circulação de um território do músculo cardíaco que está sendo mal perfundido devido uma obstrução coronariana. Em geral, utilizam-se enxertos da veia safena ou artéria mamária, que é uma artéria que perfunde a região do osso esterno.
Outras cirurgias comumente realizadas são as que visam correção das doenças que acometem as valvas cardíacas e a artéria aorta.
Em muitas cirurgias cardíacas há necessidade de parada total do coração. Nesse momento estabelece-se a circulação extracorpórea (CEC) e todo o movimento sanguíneo, bem como a oxigenação do mesmo se dá por aparelhos.
Em Portugal, a Cirurgia Cardíaca faz parte da Cirurgia Cardio-torácica, cuja residência compreende 72 meses de prática clínica e cirúrgica com avaliação final (teórica, prática e curricular).
Recentemente, com incorporação de tecnologias de vanguarda, a especialidade tem vivido grandes transformações devido à possibilidade de intervenções minimamente invasivas com auxílio de videoendoscopia torácica, além da utilização de robos com sistemas de inteligência integrados. Tais avanços adicionam valor aos stakeholders por diminuir tempo de internação, retorno precoce as atividades e menor morbi-mortalidade se bem indicados os procedimentos.